# 克里斯托弗·派恩
克里斯托弗·莫里斯·派恩（英語：Christopher Maurice Pyne；1967年8月13日—）是澳大利亚的一位政治家和作家，屬於澳大利亚自由黨。派恩在1993年首次當選議員。在2013年9月成立的阿博特政府中，他擔任教育部長職務。2015年9月，他在特恩布尔內閣中改任工業、創新及科學部長職務，2016年任国防工业部长，2018年8月至2019年5月任澳大利亚国防部长，同时也担任过众议院领袖。